# Ischiomaeocles salvadorensis
Ischiomaeocles salvadorensis là một loài bọ cánh cứng trong họ Cerambycidae.